# Ján Švehlík
Ján Švehlík (Nagylócsa, 1950. január 17. –) Európa-bajnok csehszlovák válogatott szlovák labdarúgó.

## Pályafutása

### A válogatottban
1974 és 1979 között 17 alkalommal szerepelt a csehszlovák válogatottban és 4 gólt szerzett. Tagja volt az 1976-ban Európa-bajnokságot nyerő válogatott keretének.

## Sikerei, díjai
Slovan Bratislava
- Csehszlovák bajnok (3): 1969–70, 1973–74, 1974–75
- Csehszlovák kupa (2): 1973–74, 1981–82

Csehszlovákia
- Európa-bajnok (1): 1976